# Vanina Correa
Vanina Noemí Correa (Villa Gobernador Gálvez, 13 de agosto de 1983) é uma futebolista argentina que atua como goleira.

## Carreira
Vanina Correa integrou o elenco da Seleção Argentina de Futebol Feminino, nas Olimpíadas de 2008. 